# Franz Koritschoner
Franz Koritschoner (Viena, 23 de febrer de 1892 - Auschwitz, 9 de juny de 1941) va ser un polític i sindicalista comunista austríac. Va ser una figura destacada del Partit Comunista d'Àustria (KPÖ) i membre del seu comitè central fins al 1928. Va traduir les obres de Lenin i va editar l'òrgan central del partit Die Rote Fahne.
Koritschoner va ser un dels organitzadors de la vaga austrohongaresa de gener de 1918, i va ser arrestat després de la seva resolució. El 1918 es va afiliar al Partit Comunista d'Àustría poc després de la seva fundació. El 1926, va anar a Rússia per treballar a la Internacional Sindical Roja (la Profintern) i es va convertir en un estret col·laborador del seu líder Solomon Lozovski. El 1930, es va afiliar al Partit Comunista de la Unió Soviètica. El 1937 va ser arrestat arran de les purgues estalinistes. El 1940, per decisió del Tribunal Suprem soviètic, va ser extradit a l'Alemanya nazi. El 7 de juny de 1941 va ser deportat al camp de concentració d'Auschwitz-Birkenau, on va ser assassinat dos dies després.
El 1956, després del Discurs Secret de Nikita Khrusxov, va ser rehabilitat políticament.